# モース長距離ポテンシャル
モース長距離ポテンシャル（英: Morse/Long-range potential, MLRポテンシャル）とは二原子分子内部のポテンシャルエネルギーを表す原子間相互作用のモデルの一つ。その元となったモースポテンシャルは調整可能なパラメータを3つしか持たず単純すぎるため、現代の分光学では使用されなくなっている。MLRポテンシャルは長距離での理論的に正確なポテンシャル形状を自然に組み込んだ現代版である。2009年にウォータールー大学のロバート・J・ルロイ、オックスフォード大学のNike Dattani、ダルハウジー大学のジョン・A・コクソンによって初めて提案された。それ以来現在まで実験データの表現・測定の検証・予測のためのツールとして分光学者にとって重要な位置を占め続けている。このモデルについては、ポテンシャルの特定領域でデータが欠落している場合も外挿が可能であり、もっとも洗練された第一原理計算よりも精度よくエネルギーを予想できることが多く、解離エネルギー・平衡結合長・長距離定数のような物理パラメータの経験的な値を正確に与えてくれることが知られている。特筆すべき事例には以下がある。
1. Li2のc状態: 5000 cm− 1にわたる実験データの欠落がMLRポテンシャルによって埋められた例[2]。2年後、Dattaniによるこのモデルがギャップ中央のエネルギーをおよそ1 cm− 1以内の精度で正しく予想していたことが分かった[3]。この精度は当時のもっとも洗練された第一原理法よりはるかに優れていた[4]。
2. Li2のA状態: ルロイらによって構築されたMLRポテンシャルが[1]、過去に測定されたいかなる原子振動子強度よりも1桁高い精度で原子リチウムのC3値を与えた例[5]。この振動子強度は原子リチウムの放射寿命に関連しており、原子時計、および普遍定数測定のベンチマークとして用いられる。ルロイらの業績は「二原子スペクトル分析のランドマーク」と呼ばれた[5]。
3. KLiのa状態: ポテンシャル最上部付近のわずかな区間のデータしか存在しなかったにもかかわらず、解析的な大域MLRポテンシャルの構築に成功した例[6]。

## 歴史的起源
MLRポテンシャルはフィリップ・M・モースが1929年に提唱した古典的モースポテンシャルに基づくものである。初期型のMLRポテンシャルは2006年にロバート・J・ルロイがN2の研究のために最初に導入した。このモデルがCa2、KLi、MgHに適用された後、2009年にルロイ、Dattani、コクソンらがより新しいモデルを提唱した。MLR3ポテンシャルと呼ばれる拡張型は2010年にCs2の研究の中で導入され、次いでHF、HCl、HBr、HIに適用されてきた。

## 関数形
一般的なモース長距離ポテンシャルは次のような関数形を持つ。
{\displaystyle V(r)={\mathfrak {D}}_{e}\left(1-{\frac {u(r)}{u(r_{e})}}e^{-\beta (r)y_{p}^{\rm {eq}}(r)}\right)^{2}-{\mathfrak {D}}_{e}+V_{\rm {lim}}}
ここで {\displaystyle {\mathfrak {D}}_{e}} はポテンシャルの深さ、{\displaystyle V_{\rm {lim}}} はポテンシャルの漸近値を意味する。指数の {\displaystyle y_{p}^{\rm {eq}}(r)} は以下のように定義され、長距離の極限で {\displaystyle y_{p}^{\rm {eq}}(r)\rightarrow 1} となる。
{\displaystyle y_{p}^{\rm {eq}}(r)={\frac {r^{p}-r_{\rm {eq}}^{p}}{r^{p}+r_{\rm {eq}}^{p}}}}
{\displaystyle r_{\rm {eq}}} は平衡距離である。

{\displaystyle \beta (r)} は {\displaystyle y_{p}^{\rm {eq}}(r)} と同形の関数 {\displaystyle y_{q}^{\rm {ref}}(r)} によって以下のように級数展開される（指数 {\displaystyle p} は {\displaystyle q} に、平衡距離 {\displaystyle r_{\rm {eq}}} は任意に定義された参照距離 {\displaystyle r_{\rm {ref}}} に置き換えられる）。
{\displaystyle \beta (r)=\left[1-y_{p}^{\rm {ref}}(r)\right]\sum _{i=0}^{N_{\beta }}\beta _{i}y_{q}^{\rm {ref}}(r)^{i}+y_{p}^{\rm {ref}}(r)\beta _{\infty }}
長距離の極限では、{\displaystyle y_{p}^{\rm {eq}}(r)\rightarrow 1} により
{\displaystyle \lim _{r\rightarrow \infty }\beta (r)\equiv \beta _{\infty }=\ln \left[{\frac {2{\mathfrak {D}}_{e}}{u(r_{\rm {eq}})}}\right]}
となる。以上より
{\displaystyle \lim _{r\rightarrow \infty }V(r)=-u(r)+{\frac {u(r)^{2}}{4{\mathfrak {D}}_{e}}}+V_{\rm {lim}}}
であり、{\displaystyle u(r)} が長距離ポテンシャルのふるまいを支配する。この項は理論的に要請されるポテンシャル形状に従って定義されることになる。

## 応用
MLRポテンシャルは様々な二原子分子に関する分光学的な実験データ（ならびにビリアル係数のデータ）の集約で良好な結果を残してきた。分子の例にはN2、Ca2、KLi、MgH、Li2のいくつかの電子状態、Cs2、Sr2、ArXe、LiCa、LiNa、Br2、Mg2、HF、HCl、HBr、HI、MgD、Be2、BeH、NaHがある。多原子分子に対しても、より洗練された形式のMRLポテンシャルが用いられる。 
ab initioな点でMLRポテンシャルをフィッティングすることも一般に行われるようになった。これにより、理論に即した正確な短距離・長距離相互作用を組み込めるMLRの特性を生かして、全域で解析的なab initioポテンシャルを構築することが可能になる（通常、理論的な長距離相互作用は分子のab initio点そのものより精度が高くなる。理論的な長距離相互作用が分子ではなく原子のab initio計算に基づいており、分子のab initio計算に取り入れにくいスピン軌道相互作用のような要素も容易に扱えるためである）。ab initio点に基づくMLRが構築されている分子の例としてはKLiとKBeがある。